# Базима Григорій Якович
Базима Григорій Якович (01 січня 1888 — 05 червня 1970) — активний учасник партизанського руху в Україні під час Другої світової війни, начальник штабу Путивльського партизанського загону (пізніше — Сумського партизанського з'єднання, ще пізніше — 1-ї Української партизанської дивізії).

## Життєпис
Народився в с. Дич Путивльського повіту Курської губернії (нині Буринського району Сумської області) в сім’ї селянина. Навчався у церковноприходській школі. Після закінчення Дяківської вчительської школи (1907 р.) працював учителем у селах Чаша, Зінове (Путивльського району). Після здачі екстерном іспитів у Курському реальному училищі (1909 р.) на звання Народного вчителя працював у селах Шалигине (Глухівського району) та Стрільники (Путивльського району).
У 1913 році Григорій Якович одружився з донькою робітника із м. Путивль Вірою Іванівною. Мав 5-х дітей: сини Петро, Володимир, доньки Ольга, Зіна, Марія.
Учасник Першої світової війни. З 1914 р. солдат-гренадер царської армії. Після закінчення в 1917 р. Вільнюського військового училища одержав звання прапорщика, а згодом дослужився до звання штабс-капітана. Після Жовтневого перевороту — командир взводу 5-го запасного Сибірського полку Червоної Армії, працівник штабу 72-ї бригади.
Після демобілізації в 1921 р. працював учителем, а також завідувачем школи в селі Стрільники. Був делегатом Всесоюзного з’їзду вчителів (1925 р.). З 1933 р. працює директором 3-ї неповно-середньої школи в Путивлі. У 1940 р. стає членом ВКП (б). Бере на громадських засадах активну участь у роботі районного ТСОАВІАХІМ. Саме під час занять в цій організації Г. Я. Базима та С. В. Руднєв набули досвіду партизансько-диверсійної справи. У цілому, за показниками оборонномасової роботи за 1940 р. Путивльська райрада ТСОАвіаХіму, яку очолював С. В. Руднєв, зайняла перше місце на Сумщині.

### Друга світова війна
З перших днів війни Г. Я. Базима разом з С. В. Руднєвим створюють у Путивлі винищувальний батальйон для боротьби проти ворожих парашутистів, організовують охорону міста. З жовтня 1941 року Базима — начальник штабу Путивльського об’єднаного партизанського загону, потім з’єднання партизанських загонів Сумської області. Учасник багатьох бойових операцій, які партизанське з’єднання провело під час рейдів по Сумській області, на Правобережній Україні та в Карпатах.

Навіть перебуваючи в складному партизанському становищі Г. Я. Базима не полишає своє покликання шкільного вчителя:
Цікаво, що Базима звернув увагу на ці висотки, можливо, не стільки як начальник штабу, скільки як педагог, вчитель географії, закоханий у свій предмет. Піщаний грунт і хвилеподібна форма висоток викликали у нього питання про їх походження. Він завів мову про древніх дюнах і дуже шкодував, що в мирний час випустив з уваги організувати сюди екскурсію школярів, говорив, що обов'язково зробить це після війни.
У зв’язку з пораненням в Карпатському рейді у жовтні 1943 р. Базима був евакуйований в тил на лікування. Перебуваючи на посаді начальника штабу партизанського з'єднання Базима не лише брав участь в плануванні та розробці військових операцій, а й активно брав участь в бойових діях. Завдяки його штабній роботі кількість документів, що дійшли до нашого часу та зберігаються в архіві ЦДАГО України найбільша серед всіх радянських партизанських загонів та становить 256 справ. У книзі «Від Путивля до Карпат» С. А, Ковпак писав про начальника штабу Г. Я. Базиму:
...Бій іде, дощ періщить, віє метелиця, а Григорій Якович сидить на пеньку, накрившись плащем з головою, і строчить в своїй записній книжці чернетку наказу, а потім, уже в землянці чи в курені акуратно, по-учительському переписує наказ у книгу. Інколи, бувало, навіть розсердишся: — Та кинь свою писанину, лягай спати! Григорій Якович тільки всміхнеться; — Цю писанину історики вивчатимуть».

### Післявоєнний час
Після лікування в госпіталі він повернувся до Путивля, де прожив до самої смерті. З 1944 по 1948 рік працював у Путивльському райкомі партії, потім вийшов на пенсію. 
Улітку 1946 року Г. Я. Базима брав участь в експедиції, яку було організовано за вказівки ЦК КП(б)У в урочище Ділок з метою пошуку загинувших в боях партизанів та комісара партизанського загону С. В. Руднєва. 
Вийшовши на пенсію, Г. Я. Базима водив екскурсії для школярів та дорослих по місцях бойових дій партизанських загонів: у Спадщанський, в Новослобідський ліси, на Прип'ять, в Карпати.

## Нагороди
Нагороджений орденом Леніна, Червоного Прапора, Богдана Хмельницького 1-го ступеня, «Знак Пошани», медалями «Партизанові Вітчизняної війни» 1-го ступеня, «За перемогу над Німеччиною», знаком «Відмінник народної освіти».

## Літературна спадщина
Григорію Яковичу Базимі за підтримки Павла Тичини вдалося надрукувати свої спогади «Слідами великого рейду». Спогади виходили у видавництві «Молодь» у 1950 i 1959 роках та видавництві «Политиздат» у 1977 та 1988 роках.
Працюючи над збереженням пам'яті про перші дні партизанського загону Спадщанського лісу Г. Я. Базима видав в 1969 році невелику книгу «Спадщанський ліс: короткий путівник по партизанському заповіднику».

## Вшанування пам'яті
- На честь Г. Я. Базими названо одну з вулиці в м. Путивль Сумської області.
- Путивльська загальноосвітня школа І—ІІІ ступенів № 2 носить ім'я Г. Я. Базим. На подвір'ї школи встановлено меморіал-погруддя на честь начальника штабу партизанського з'єдання.

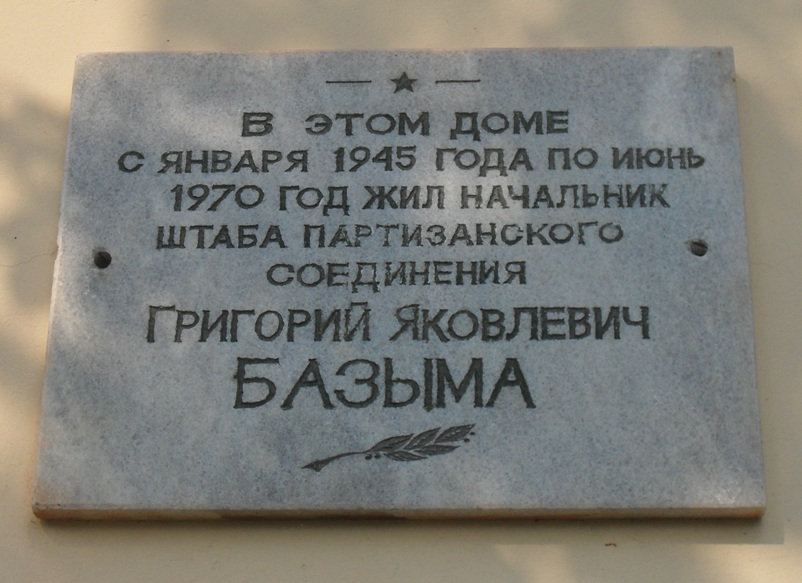

- На будинку в якому проживав Г. Я Базима встановлено меморіальну дошку.
- У селі Дич вулиця, де він народився, названа іменем відомого земляка.
- 30 вересня 2013 року рішенням 18-ї сесії Червонослобідської сільської ради місцевій школі присвоєно ім'я народного учителя, начальника штабу легендарного партизанського з'єднання Сумщини Григорія Яковича Базими. У школі також створено музей присвячений пам'яті Г. Я. Базими[10].
- Восени цього ж року було закладено фруктовий сад імені Г. Я. Базими за активної участі Синельникова В'ячеслава, правнука Г. Базими. Саджанці дерев подарували школі випускниця Гніденко Ірина з батьком Гніденком Володимиром Івановичем[2].

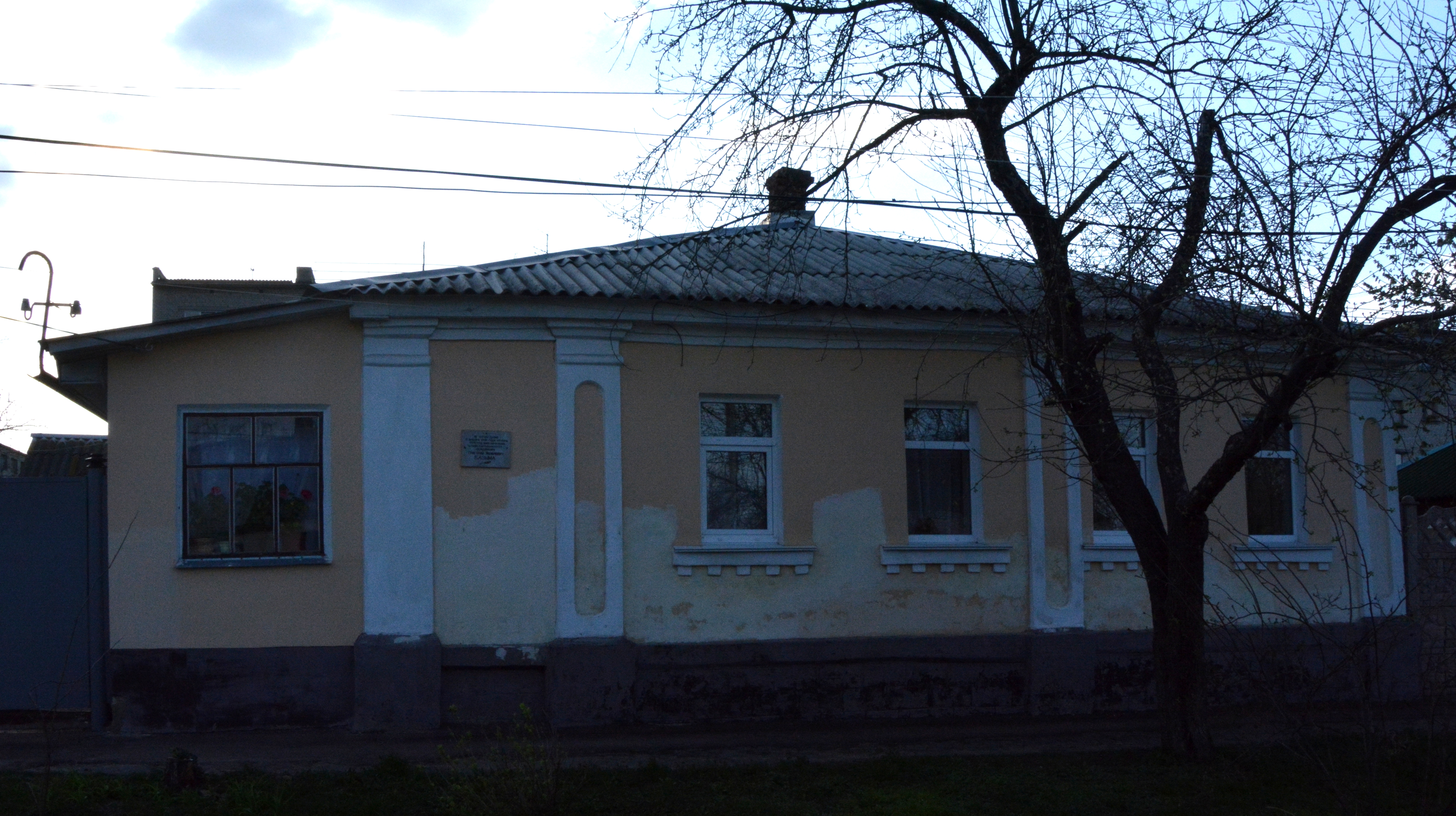
Будинок в якому жив Г. Я. Базима